# Lista över Sydkoreas premiärministrar

Premiärministerns sigill

Sydkoreas premiärminister är landets regeringschef, och presidentens första ställföreträdare. Ämbetet inrättade vid nationens grundande 1948, men titeln premiärminister fanns även i Kejsardömet Korea och periodvis i Joseondynastins Korea.
Premiärministern utses av presidenten. Nuvarande premiärminister är Han Duck-soo (2022–).

## Lista över Sydkoreas presidenter
| Premiärministrar av den första republiken                                         |                               |                                                            |                   |                   |              |                                                      |                                |
| Nr                                                                                | Porträtt                      | Namn (Född–död)                                            | Ämbetsperiod      | Ämbetsperiod      | Ämbetsperiod | Politiskt parti                                      | President                      |
| Nr                                                                                | Porträtt                      | Namn (Född–död)                                            | Började           | Slutade           | Dagar        | Politiskt parti                                      | President                      |
| 1                                                                                 |                               | Yi Pom-sok 이범석 李範奭 (1900–1972)                       | 31 juli 1948      | 21 april 1950     | 629          | oberoende                                            | Rhee Syng-man                  |
| —                                                                                 |                               | Shin Song-mo 신성모 申性模 (1891–1960) (tillförordnad)     | 21 april 1950     | 23 november 1950  | 216          | oberoende                                            | Rhee Syng-man                  |
| 2                                                                                 |                               | Chang Myon 장면 張勉 (1899–1966)                           | 23 november 1950  | 24 april 1952     | 518          | Liberal                                              | Rhee Syng-man                  |
| —                                                                                 |                               | Yi Yun-yong 이윤영 李允榮 (1890–1975) (tillförordnad)      | 24 april 1952     | 6 maj 1952        | 12           | Liberal                                              | Rhee Syng-man                  |
| 3                                                                                 |                               | Chang Taek-sang 장택상 張澤相 (1893–1969)                  | 6 maj 1952        | 6 oktober 1952    | 153          | Liberal                                              | Rhee Syng-man                  |
| 4                                                                                 |                               | Paik Too-chin 백두진 白斗鎭 (1908–1993)                    | 6 oktober 1952    | 17 juni 1954      | 619          | Liberal                                              | Rhee Syng-man                  |
| 5                                                                                 |                               | Pyon Yong-tae 변영태 卞榮泰 (1892–1969)                    | 27 juni 1954      | 28 november 1954  | 154          | Liberal                                              | Rhee Syng-man                  |
| Ämbetet avskaffat                                                                 | Ämbetet avskaffat             | Ämbetet avskaffat                                          | 1954–1960         | 1954–1960         | 1977         |                                                      | Rhee Syng-man                  |
| Premiärministrar av den andra republiken                                          |                               |                                                            |                   |                   |              |                                                      |                                |
| Nr                                                                                | Porträtt                      | Namn (Född–död)                                            | Ämbetsperiod      | Ämbetsperiod      | Ämbetsperiod | Politiskt parti                                      | President                      |
| Nr                                                                                | Porträtt                      | Namn (Född–död)                                            | Började           | Slutade           | Dagar        | Politiskt parti                                      | President                      |
| 6                                                                                 |                               | Ho Chong 허정 許政 (1896–1988)                             | 27 april 1960     | 18 augusti 1960   | 113          | Demokratiska (1955)                                  | Yun Bo-seon                    |
| (2)                                                                               |                               | Chang Myon 장면 張勉 (1899–1966)                           | 18 augusti 1960   | 18 maj 1961       | 273          | Demokratiska (1955)                                  | Yun Bo-seon                    |
| Chief Cabinet Ministers i Supreme Council for National Reconstruction (1961–1963) |                               |                                                            |                   |                   |              |                                                      | Yun Bo-seon                    |
| —                                                                                 |                               | Arméns stabschef Chang Do-yong 장도영 張都暎 (1923–2012)   | 21 maj 1961       | 3 juli 1961       | 43           | Militär                                              | Yun Bo-seon                    |
| —                                                                                 |                               | Arméns stabschef Song Yo-chan 송요찬 宋堯讚 (1918–1980)    | 3 juli 1961       | 16 juni 1962      | 348          | Militär                                              | Yun Bo-seon                    |
| —                                                                                 |                               | general Park Chung-hee 박정희 朴正熙 (1917–1979)           | 16 juni 1962      | 10 juli 1962      | 24           | Militär                                              | Park Chung-hee (tillförordnad) |
| —                                                                                 |                               | Kim Hyun-chul 김현철 金顯哲 (1901–1989)                    | 10 juli 1962      | 17 december 1963  | 525          | oberoende                                            | Park Chung-hee (tillförordnad) |
| Premiärministrar av den tredje republiken                                         |                               |                                                            |                   |                   |              |                                                      |                                |
| Nr                                                                                | Porträtt                      | Namn (Född–död)                                            | Ämbetsperiod      | Ämbetsperiod      | Ämbetsperiod | Politiskt parti                                      | President                      |
| Nr                                                                                | Porträtt                      | Namn (Född–död)                                            | Började           | Slutade           | Dagar        | Politiskt parti                                      | President                      |
| 7                                                                                 |                               | Choi Tu-son 최두선 崔斗善 (1894–1974)                      | 17 december 1963  | 10 maj 1964       | 145          | oberoende                                            | Park Chung-hee                 |
| 8                                                                                 |                               | Chung Il-kwon 정일권 丁一權 (1917–1994)                    | 10 maj 1964       | 20 december 1970  | 2415         | oberoende                                            | Park Chung-hee                 |
| (4)                                                                               |                               | Paik Too-chin 백두진 白斗鎭 (1908–1993)                    | 20 december 1970  | 4 juni 1971       | 166          | Demokratiska republikanska                           | Park Chung-hee                 |
| 9                                                                                 |                               | Kim Jong-pil 김종필 金鍾泌 (1926–2018)                     | 4 juni 1971       | 21 november 1972  | 536          | Demokratiska republikanska                           | Park Chung-hee                 |
| Premiärministrar av den fjärde republiken                                         |                               |                                                            |                   |                   |              |                                                      |                                |
| Nr                                                                                | Porträtt                      | Namn (Född–död)                                            | Ämbetsperiod      | Ämbetsperiod      | Ämbetsperiod | Politiskt parti                                      | President                      |
| Nr                                                                                | Porträtt                      | Namn (Född–död)                                            | Började           | Slutade           | Dagar        | Politiskt parti                                      | President                      |
| 9 (forts.)                                                                        |                               | Kim Jong-pil 김종필 金鍾泌 (1926–2018)                     | 21 november 1972  | 19 december 1975  | 1123         | Demokratiska republikanska                           | Park Chung-hee                 |
| 10                                                                                |                               | Choi Kyu-hah 최규하 崔圭夏 (1919–2006)                     | 19 december 1975  | 12 december 1979  | 1454         | Demokratiska republikanska                           | Park Chung-hee                 |
| 11                                                                                |                               | Shin Hyun-hwak 신현확 申鉉碻 (1920–2007)                   | 12 december 1979  | 22 maj 1980       | 162          | Demokratiska republikanska                           | Choi Kyu-hah                   |
| —                                                                                 |                               | Park Choong-hoon 박충훈 朴忠勳 (1919–2001) (tillförordnad) | 22 maj 1980       | 2 september 1980  | 103          | Militär                                              | Choi Kyu-hah                   |
| 12                                                                                |                               | Nam Duck-woo 남덕우 南德祐 (1924–2013)                     | 2 september 1980  | 3 mars 1981       | 182          | Demokratiska rättvisepartiet                         | Chun Doo-hwan                  |
| Premiärministrar av den femte republiken                                          |                               |                                                            |                   |                   |              |                                                      |                                |
| Nr                                                                                | Porträtt                      | Namn (Född–död)                                            | Ämbetsperiod      | Ämbetsperiod      | Ämbetsperiod | Politiskt parti                                      | President                      |
| Nr                                                                                | Porträtt                      | Namn (Född–död)                                            | Började           | Slutade           | Dagar        | Politiskt parti                                      | President                      |
| 12 (cont'd.)                                                                      |                               | Nam Duck-woo 남덕우 南德祐 (1924–2013)                     | 3 mars 1981       | 4 januari 1982    | 307          | Demokratiska rättvisepartiet                         | Chun Doo-hwan                  |
| 13                                                                                |                               | Yoo Chang-soon 유창순 劉彰順 (1918–2010)                   | 4 januari 1982    | 24 juni 1982      | 171          | Demokratiska rättvisepartiet                         | Chun Doo-hwan                  |
| 14                                                                                |                               | Kim Sang-hyup 김상협 金相浹 (1920–1995)                    | 24 juni 1982      | 14 oktober 1983   | 477          | Demokratiska rättvisepartiet                         | Chun Doo-hwan                  |
| 15                                                                                |                               | Chin Iee-chong 진의종 陳懿鍾 (1921–1995)                   | 15 oktober 1983   | 11 november 1984  | 393          | Demokratiska rättvisepartiet                         | Chun Doo-hwan                  |
| —                                                                                 |                               | Shin Byung-hyun 신병현 申秉鉉 (1921–1999) (tillförordnad)  | 11 november 1984  | 18 februari 1985  | 99           | Demokratiska rättvisepartiet                         | Chun Doo-hwan                  |
| 16                                                                                |                               | Lho Shin-yong 노신영 盧信永 (1930–2019)                    | 18 februari 1985  | 26 maj 1987       | 827          | Demokratiska rättvisepartiet                         | Chun Doo-hwan                  |
| —                                                                                 |                               | Lee Han-key 이한기 李漢基 (1917–1995) (tillförordnad)      | 26 maj 1987       | 14 juli 1987      | 49           | Demokratiska rättvisepartiet                         | Chun Doo-hwan                  |
| 17                                                                                |                               | Kim Chung-yul 김정렬 金貞烈 (1917–1992)                    | 14 juli 1987      | 25 februari 1988  | 226          | oberoende                                            | Chun Doo-hwan                  |
| Premiärministrar av den sjätte republiken                                         |                               |                                                            |                   |                   |              |                                                      |                                |
| Nr                                                                                | Porträtt                      | Namn (Född–död)                                            | Ämbetsperiod      | Ämbetsperiod      | Ämbetsperiod | Politiskt parti                                      | President                      |
| Nr                                                                                | Porträtt                      | Namn (Född–död)                                            | Började           | Slutade           | Dagar        | Politiskt parti                                      | President                      |
| 18                                                                                |                               | Lee Hyun-jae 이현재 李賢宰 (född 1929)                     | 25 februari 1988  | 5 december 1988   | 284          | oberoende                                            | Roh Tae-woo                    |
| 19                                                                                |                               | Kang Young-hoon 강영훈 姜英勛 (1922–2016)                  | 5 december 1988   | 27 december 1990  | 752          | Demokratiska rättvisepartiet → Demokratiska liberala | Roh Tae-woo                    |
| 20                                                                                |                               | Ro Jai-bong 노재봉 盧在鳳 (född 1936)                      | 27 december 1990  | 24 maj 1991       | 148          | Demokratiska liberala                                | Roh Tae-woo                    |
| 21                                                                                |                               | Chung Won-shik 정원식 鄭元植 (1928–2020)                   | 24 maj 1991       | 8 oktober 1992    | 503          | oberoende                                            | Roh Tae-woo                    |
| 22                                                                                |                               | Hyun Soong-jong 현승종 玄勝鍾 (1919–2020)                  | 8 oktober 1992    | 25 februari 1993  | 140          | oberoende                                            | Roh Tae-woo                    |
| 23                                                                                |                               | Hwang In-sung 황인성 黃寅性 (1926–2010)                    | 25 februari 1993  | 17 december 1993  | 295          | Demokratiska liberala                                | Kim Young-sam                  |
| 24                                                                                |                               | Lee Hoi-chang 이회창 李會昌 (född 1935)                    | 17 december 1993  | 22 april 1994     | 126          | Demokratiska liberala                                | Kim Young-sam                  |
| 25                                                                                |                               | Lee Yung-dug 이영덕 李榮徳 (1926–2010)                     | 22 april 1994     | 17 december 1994  | 239          | Demokratiska liberala                                | Kim Young-sam                  |
| 26                                                                                |                               | Lee Hong-koo 이홍구 李洪九 (född 1934)                     | 17 december 1994  | 18 december 1995  | 366          | Demokratiska liberala                                | Kim Young-sam                  |
| 27                                                                                |                               | Lee Soo-sung 이수성 李壽成 (född 1939)                     | 18 december 1995  | 4 mars 1997       | 442          | Nya Korea                                            | Kim Young-sam                  |
| 28                                                                                |                               | Goh Kun 고건 高建 (född 1938)                              | 4 mars 1997       | 3 mars 1998       | 364          | oberoende                                            | Kim Young-sam                  |
| (9)                                                                               |                               | Kim Jong-pil 김종필 金鍾泌 (1926–2018)                     | 3 mars 1998       | 13 januari 2000   | 681          | Förenade liberaldemokraterna                         | Kim Dae-jung                   |
| 29                                                                                |                               | Park Tae-joon 박태준 朴泰俊 (1927–2011)                    | 13 januari 2000   | 19 maj 2000       | 127          | Förenade liberaldemokraterna                         | Kim Dae-jung                   |
| —                                                                                 |                               | Lee Hun-jai 이헌재 李憲宰 (född 1944) (tillförordnad)      | 19 maj 2000       | 22 maj 2000       | 3            | oberoende                                            | Kim Dae-jung                   |
| 30                                                                                |                               | Lee Han-dong 이한동 李漢東 (1934-2021)                     | 22 maj 2000       | 11 juli 2002      | 780          | Förenade liberaldemokraterna                         | Kim Dae-jung                   |
| —                                                                                 |                               | Chang Sang 장상 張裳 (född 1939) (tillförordnad)           | 11 juli 2002      | 31 juli 2002      | 20           | oberoende                                            | Kim Dae-jung                   |
| —                                                                                 |                               | Jeon Yun-churl 전윤철 田允喆 (född 1939) (tillförordnad)   | 31 juli 2002      | 9 augusti 2002    | 9            | oberoende                                            | Kim Dae-jung                   |
| —                                                                                 |                               | Chang Dae-whan 장대환 張大煥 (född 1952) (tillförordnad)   | 9 augusti 2002    | 10 september 2002 | 32           | oberoende                                            | Kim Dae-jung                   |
| 31                                                                                |                               | Kim Suk-soo 김석수 金碩洙 (född 1932)                      | 10 september 2002 | 26 februari 2003  | 169          | oberoende                                            | Kim Dae-jung                   |
| (28)                                                                              |                               | Goh Kun 고건 高建 (född 1938)                              | 26 februari 2003  | 25 maj 2004       | 454          | Millenniedemokraterna                                | Roh Moo-hyun                   |
| —                                                                                 |                               | Lee Hun-jai 이헌재 李憲宰 (född 1944) (tillförordnad)      | 25 maj 2004       | 30 juni 2004      | 36           | oberoende                                            | Roh Moo-hyun                   |
| 32                                                                                |                               | Lee Hae-chan 이해찬 李海瓚 (född 1952)                     | 30 juni 2004      | 14 mars 2006      | 622          | Uri                                                  | Roh Moo-hyun                   |
| —                                                                                 |                               | Han Duck-soo 한덕수 韓德洙 (född 1949) (tillförordnad)     | 14 mars 2006      | 20 april 2006     | 37           | oberoende                                            | Roh Moo-hyun                   |
| 33                                                                                |                               | Han Myeong-sook 한명숙 韓明淑 (född 1944)                  | 20 april 2006     | 7 mars 2007       | 321          | Uri                                                  | Roh Moo-hyun                   |
| —                                                                                 |                               | Kwon Oh-kyu 권오규 權五奎 (född 1952) (tillförordnad)      | 7 mars 2007       | 2 april 2007      | 26           | oberoende                                            | Roh Moo-hyun                   |
| 34                                                                                |                               | Han Duck-soo 한덕수 韓德洙 (född 1949)                     | 2 april 2007      | 29 februari 2008  | 333          | oberoende                                            | Roh Moo-hyun                   |
| 35                                                                                |                               | Han Seung-soo 한승수 韓昇洙 (född 1936)                    | 29 februari 2008  | 28 september 2009 | 577          | Stora nationella partiet                             | Lee Myung-bak                  |
| 36                                                                                |                               | Chung Un-chan 정운찬 鄭雲燦 (född 1947)                    | 28 september 2009 | 11 augusti 2010   | 317          | Stora nationella partiet                             | Lee Myung-bak                  |
| —                                                                                 |                               | Yoon Jeung-hyun 윤증현 尹增鉉 (född 1946) (tillförordnad)  | 11 augusti 2010   | 1 oktober 2010    | 51           | Stora nationella partiet                             | Lee Myung-bak                  |
| 37                                                                                |                               | Kim Hwang-sik 김황식 金滉植 (född 1948)                    | 1 oktober 2010    | 26 februari 2013  | 879          | oberoende                                            | Lee Myung-bak                  |
| 38                                                                                |                               | Chung Hong-won 정홍원 鄭烘原 (född 1944)                   | 26 februari 2013  | 16 februari 2015  | 720          | Saenuri                                              | Park Geun-hye                  |
| 39                                                                                |                               | Lee Wan-koo 이완구 李完九 (1950-2021)                      | 16 februari 2015  | 27 april 2015     | 70           | Saenuri                                              | Park Geun-hye                  |
| —                                                                                 |                               | Choi Kyoung-hwan 최경환 崔炅煥 (född 1955) (tillförordnad) | 27 april 2015     | 18 juni 2015      | 52           | Saenuri                                              | Park Geun-hye                  |
| 40                                                                                |                               | Hwang Kyo-ahn 황교안 黃敎安 (född 1957)                    | 18 juni 2015      | 11 maj 2017       | 693          | oberoende                                            | Park Geun-hye                  |
| 40                                                                                | Hwang Kyo-ahn (tillförordnad) | Hwang Kyo-ahn 황교안 黃敎安 (född 1957)                    | 18 juni 2015      | 11 maj 2017       | 693          | oberoende                                            |                                |
| —                                                                                 |                               | Yoo Il-ho 유일호 柳一鎬 (född 1955) (tillförordnad)        | 11 maj 2017       | 31 maj 2017       | 20           | Frihet Korea                                         | Moon Jae-in                    |
| 41                                                                                |                               | Lee Nak-yon 이낙연 李洛淵 (född 1951)                      | 31 maj 2017       | 14 januari 2020   | 958          | Demokratiska partiet                                 | Moon Jae-in                    |
| 42                                                                                |                               | Chung Sye-kyun 정세균 丁世均 (född 1950)                   | 14 januari 2020   | 16 april 2021     | 458          | Demokratiska partiet                                 | Moon Jae-in                    |
| —                                                                                 |                               | Hong Nam-ki 홍남기 洪楠基 (född 1960) (tillförordnad)      | 16 april 2021     | 14 maj 2021       | 28           | oberoende                                            | Moon Jae-in                    |
| 43                                                                                |                               | Kim Boo-kyum 김부겸 金富謙 (född 1958)                     | 14 maj 2021       | 12 maj 2022       | 363          | Demokratiska partiet                                 | Moon Jae-in                    |
| —                                                                                 |                               | Choo Kyung-ho 추경호 秋慶鎬 (född 1960) (tillförordnad)    | 12 maj 2022       | 20 maj 2022       | 8            | Frihet Korea                                         | Yoon Suk-yeol                  |
| 44                                                                                |                               | Han Duck-soo 한덕수 韓德洙 (född 1949)                     | 20 maj 2022       | sittande          | 1125         | oberoende                                            | Yoon Suk-yeol                  |